# Vezér Ádám
Vezér Ádám (Budapest, 1974. szeptember 21. –) négyszeres U16-os és négyszeres U21-es válogatott magyar labdarúgókapus. Kölcsönjátékosként a Kispest-Honvéd 1992/93-as bajnokcsapatában is védett.

## Sikerei, díjai
- Magyar kupa
  - győztes: 1996 (Kispest-Honvéd)